# رأفت عياد
رأفت عياد (5 يناير 1986-) هو لاعب كرة قدم فلسطيني محترف يلعب حاليًا لصالح نادي جبل المكبر المقدسي في الدوري الممتاز بالضفة الغربيةيلعب بشكل أساسي كقلب دفاع ويشتهر بقدرته في الهواء ومهارته في التعامل مع الكرة. حصل إياد على أول مباراة دولية له مع المنتخب الوطني ضد إيران خلال بطولة اتحاد غرب آسيا لكرة القدم عام 2008، ومنذ ذلك الحين مثل فلسطين في كأس التحدي الآسيوي 2012.